# Odraza
Odraza – polski zespół blackmetalowy powstały w 2009 roku w Krakowie.

## Historia
Zespół założyło w 2009 roku dwóch muzyków, znanych uprzednio z innych projektów – Stawrogin (Biesy, Totenmesse) oraz Priest (Apogheum, Carnivore Horde, Voidhanger, Manbryne, Masse Mord, Totenmesse, ex-Medico Peste, Enclave) jednak pierwszy materiał grupy ukazał się dopiero pięć lat później.
Na wydanym w 2014 debiutanckim materiale duet połączył klasyczną furię norweskiego kanonu z elementami post-metalu. Tematami albumu są: alkohol oraz przechadzki po ulicach Krakowa. W 2018 roku Stawrogin przyznał w wywiadzie, że wściekłość zawarta na albumie była tak naprawdę wyrazem słabości i bezradności. Wydawnictwo zostało entuzjastycznie przyjęte, a co za tym idzie zespół wydał rok później minialbum Kir, zarejestrowany na żywo 11 kwietnia 2015 w Fabryce Naczyń Emaliowanych Oskara Schindlera z okazji wydarzenia „Pamiętaj z nami” zorganizowanym przez Muzeum Miasta Krakowa. Wydarzenie miało na celu przypomnienie o sile zniszczeń w okresie II Wojny Światowej. Płyta ta zawierała klip, na który składały się obrazy zarejestrowane ukrytą kamerą przez żołnierza Tadeusza Franiszyna, w dawnym obozie koncentracyjnym Kraków „Płaszów” w 1944 r.. Był to pierwszy w Polsce przypadek prezentacji publicznej blackmetalowej muzyki przez instytucję publiczną, przez nią też sfinansowaną.
8 maja 2020 roku, sześć lat po debiucie, zespół powrócił materiałem pt. Rzeczom, co było sporym zaskoczeniem dla środowiska polskiej sceny black metalowej, jako że sądzono, że będzie to projekt jednoalbumowy. Od czasu premiery Rzeczom osiągnęło przeszło dwieście tysięcy wyświetleń na wpływowym kanale Black Metal Promotion, co dało grupie szóste miejsce w kategorii najlepszy polski zespół blackmetalowy wszech czasów.
21 maja 2021 roku światło dzienne ujrzał kolejny minialbum zatytułowany Acedia, Skomponowany na potrzeby tej  EP-ki materiał, zrealizowany został we współpracy z Muzeum Historycznym Miasta Krakowa i stanowił  integralną część wystawy pt. Współistnienie poświęconej Pandemii COVID-19.

## Styl muzyczny
Zespół od samego początku funkcjonuje w duecie i wyłącznie studyjnie. Nie zamierzają, mimo szerokiego odbioru, przeobrazić się w zespół koncertowy.  Względem zawartości debiutanckiej płyty zmieniła się mocno stylistyka utworów, zespół odszedł od bezpośredniej, wręcz ulicznej agresji na rzecz bardzo mrocznej muzyki o ponurym wydźwięku. Duet nie narzuca sobie wyraźnie postawionych ról dotyczących komponowania muzyki. Najczęściej muzykę piszą wspólnie; tylko za teksty i linie wokalne w całości odpowiada Stawrogin.

## Skład[1]
- Mateusz Maryjka (Stawrogin) – śpiew, gitara, gitara basowa
- Konrad Wiśniewski (Priest) – perkusja

## Dyskografia
- Esperalem Tkane (2014) – Arachnophobia Records/Musica Noire Records
- Kir (live EP) (2015) – Arachnophobia Records[18]
- Rzeczom (2020) – Godz ov War Productions[19]
- Acedia (EP) (2021) – Godz ov War Productions[20]